# ستيرة (وحدة)
السَّتِيرة هي وحدة حجم في النظام المتري تساوي مترًا مكعبًا واحدًا. تُستخدم لقياس كميات كبيرة من الحطب أو غيره من الأخشاب المقطوعة، بينما يستخدم المتر المكعب للخشب غير المقطوع. صِيغ الاسم من الكلمة اليونانية στερεός ستريوس،"صلب" في عام 1795 في فرنسا. قُدِّمَت الوحدة لإزالة الفوارق الإقليمية لهذه الوحدة السابقة، والتي يمكن أن يختلف طولها بشكل كبير من 6 إلى 13.5 مترًا. وهو ليس جزءًا من النظام المتري الحديث (SI) ولم يعد وحدة قانونية في فرنسا، ولكنه لا يزال يستخدم في تجارة الحطب.